# Locustella
Genre
Locustella est un genre de passereaux appartenant à la famille des Locustellidae.

## Répartition
Ce genre est présent à l'état naturel en Eurasie et en Afrique.

## Liste alphabétique des espèces
Selon la classification de référence du Congrès ornithologique international (version 14.2, 2024) il se répartit en 23 espèces :
- Locustella lanceolata (Temminck, 1840) – Locustelle lancéolée
- Locustella alfredi (Hartlaub, 1890) — Bouscarle des bambous
- Locustella fluviatilis (Wolf, 1810) – Locustelle fluviatile
- Locustella luscinioides (Savi, 1824) – Locustelle luscinioïde
- Locustella major (Brooks, WE, 1871) – Bouscarle à long bec
- Locustella luteoventris (Hodgson, 1845) – Bouscarle russule
- Locustella naevia (Boddaert, 1783) – Locustelle tachetée
- Locustella tacsanowskia Swinhoe, 1871 – Bouscarle de Taczanowski
- Locustella accentor (Sharpe, 1888) – Bouscarle du Kinabalu
- Locustella caudata (Ogilvie-Grant, 1895) – Bouscarle à longue queue
- Locustella castanea (Büttikofer, 1893) – Bouscarle marron
- Locustella musculus (Stresemann, 1914) – Locustelle de Céram
- Locustella portenta Rheindt, Prodirawilaga, Ashari, Supramo & Gwee, 2020 – Locustelle de Taliabu
- Locustella disturbans (Hartert, 1900) – Locustelle de Buru
- Locustella davidi (La Touche, 1923) – Bouscarle de David
- Locustella kashmirensis (Sushkin, 1925) – Bouscarle du Cachemire
- Locustella thoracica (Blyth, 1845) – Bouscarle tachetée
- Locustella alishanensis (Rasmussen, Round, Dickinson & Rozendaal, 2000) – Bouscarle de Taïwan
- Locustella mandelli (Brooks, WE, 1875) – Bouscarle de Mandell
- Locustella idonea (Riley, 1940) — Locustelle du Langbian
- Locustella montis (Hartert, 1896) – Bouscarle de Java
- Locustella chengi Alström et al, 2015 — Locustelle de Cheng
- Locustella seebohmi (Ogilvie-Grant, 1895) – Bouscarle de Seebohm

## Taxonomie
Avant 2018, le genre comptait six espèces supplémentaires, mais la classification de référence du Congrès ornithologique international (version 8.2, 2018) a réparti ces espèces dans le genre Helopsaltes pour des raisons phylogénétiques.